# Mala Plana (Smederevska Palanka)
Mala Plana (em cirílico: Мала Плана) é uma vila da Sérvia localizada no município de Smederevska Palanka, pertencente ao distrito de Podunavlje, na região de Šumadija, Jasenica. A sua população era de 803 habitantes segundo o censo de 2011.

## Demografia
| 1948 | 1953 | 1961 | 1971 | 1981 | 1991 | 2002 | 2011 |
| ---- | ---- | ---- | ---- | ---- | ---- | ---- | ---- |
| 1273 | 1315 | 1218 | 1095 | 1098 | 1047 | 887  | 803  |